# Хольм, Леннарт
Карл Леннарт Хольм (швед. Carl Lennart Holm, 1921—2012) — шведский миколог и лихенолог, специалист по пиреномицетам и ржавчинным грибам.

## Биография
Леннарт Хольм родился 29 апреля 1921 года в Умео. Учился в Уппсальском университете в профессора Юхана Акселя Наннфельдта. В 1957 году получил степень доктора философии. Диссертация Хольма, ставшая одной из самых известных его работ, Études taxonomiques sur les Pléosporacées, была написана на французском языке. В ней проводилась ревизия классификации семейства Плеоспоровые.
Леннарт провёл монографическую обработку нескольких крупных родов грибов, а также показал наличие разнообразия микромицетов, ассоциированных с некоторыми скандинавскими растениями — хвощами, дриадой, морошкой, можжевельником, папоротниками, нередко работав вместе с женой Керстин.
На протяжении многих лет Хольм работал в Номенклатурном комитете по грибам Международных ботанических конгрессов. Именно его инициативой было использование знака двоеточия для указания авторов, санкционировавших использование данного названия (например, принятые Э. М. Фрисом в Systema mycologicum и принятые К. Х. Персоном в Synopsis methodica fungorum), введённое в 1981 году в Сиднее.
После смерти Наннфельдта Хольм продолжил выпуск начатой им серии эксикатов Fungi Exsiccati Suecici, благодаря его усилиям число образцов, распространённых в этой серии достигло 3800.
28 июля 2012 года в Уппсале Карл Леннарт Хольм скончался.

## Некоторые научные работы
- Holm, L. Études taxonomiques sur les Pléosporacées. — Uppsala, 1957. — 188 p.

## Роды и некоторые виды грибов, названные в честь Л. Хольма
- Holmiella Petrini, Samuels & E.Müll., 1979
- Holmiodiscus Svrček, 1992
- Gibbera holmii Nograsek, 1990
- Helminthosporium holmii Luttr., 1963 [≡ Setosphaeria holmii (Luttr.) K.J.Leonard & Suggs, 1974]
- Hysteropezizella holmii Svrček, 1990
- Keissleriella holmiorum Math., 1993 (также в честь К. Хольм)
- Leptosphaeria holmii M.T.Lucas, 1970
- Leptosphaeria holmiorum Chleb., 2003 (также в честь К. Хольм)
- Lophiostoma holmiorum M.E.Barr & Math., 1998 (также в честь К. Хольм)
- Mycosphaerella holmii O.E.Erikss., 1992, nom. nov.
- Nodulosphaeria holmii Lar.N.Vassiljeva, 1979 [≡ Leptosphaeria macromodesta Lar.N.Vassiljeva, 1998, nom. nov.]
- Pyrenopeziza holmiorum Nograsek & Matzer, 1991